# Iwan Pieriesypkin
Iwan Tierientjewicz Pieriesypkin, ros. Ива́н Тере́нтьевич Пересы́пкин (ur. 5 czerwca?/18 czerwca 1904 w Gorłówce, zm. 12 października 1978 w Moskwie) – radziecki marszałek wojsk łączności, dowódca wojskowy, ludowy komisarz ds. łączności (1939–1944), wiceprzewodniczący Rady Najwyższej ZSRR (1946–1950).

## Życiorys
W Armii Czerwonej od 1919. Brał udział w wojnie domowej w Rosji. W 1920 zdemobilizowany, od 1923 ponownie w służbie czynnej w Armii Czerwonej. Absolwent szkoły polityczno-wojskowej. W 1925 wstąpił do WKP(b). W 1937 skończył studia elektrotechniczne w Akademii Wojskowej Robotniczo-Chłopskiej Armii Czerwonej i został komendantem Naukowego Instytutu Badawczego Sprzętu Radiowego. Od 10 maja 1939 do 22 lipca 1944 ludowy komisarz ds. łączności. W latach 1941–1944 zastępca komisarza ludowego ds. obrony. Walczył w bitwie pod Moskwą, pod Stalingradem i Kurskiem, brał udział w walkach na Ukrainie, Białorusi i w krajach bałtyckich. Od grudnia 1941 generał porucznik, a od marca 1943 generał pułkownik. 21 lutego 1944 został mianowany marszałkiem wojsk łączności Armii Czerwonej. 1945-1952 członek Centralnej Komisji Rewizyjnej WKP(b). W latach 1946–1950 wiceprzewodniczący Rady Najwyższej ZSRR.

## Awanse
- gen. por. wojsk łączności 27 grudnia 1941;
- gen. płk wojsk łączności 31 marca 1943;
- marszałek wojsk łączności 21 lutego 1944.

## Odznaczenia
- Order Lenina (czterokrotnie)
- Order Rewolucji Październikowej
- Order Czerwonego Sztandaru (dwukrotnie)
- Order Kutuzowa I klasy
- Order Czerwonej Gwiazdy
- Order „Za służbę Ojczyźnie w Siłach Zbrojnych ZSRR” III klasy
- Medal 30 Lat Sił Zbrojnych ZSRR
- Medal „Za zwycięstwo nad Niemcami w Wielkiej Wojnie Ojczyźnianej 1941–1945”
- Medal „Za obronę Moskwy”
- Medal „Za obronę Stalingradu”
- Order Krzyża Grunwaldu I klasy (Polska)